# Wervicq-Sud
Wervicq-Sud är en kommun i departementet Nord i regionen Hauts-de-France i norra Frankrike. Kommunen ligger i kantonen Quesnoy-sur-Deûle som tillhör arrondissementet Lille. År 2022 hade Wervicq-Sud 5 446 invånare.

## Befolkningsutveckling
Antalet invånare i kommunen Wervicq-Sud
| Referens: INSEE |